# کارست ولونگ
کارست وولونگ (چینی: 武隆喀斯特) یک منظر کارست است که در محدودهٔ منطقه وولونگ، شهرداری چونگ‌چینگ، جمهوری خلق چین واقع شده است. این منطقه به سه ناحیه تقسیم می‌شود که به ترتیب شامل سه پل طبیعی، فروچاله کینگ‌کئو (箐口天坑) و غار فورونگ است. این مکان جزئی از پارک ملی زمین‌شناسی کارست وولونگ و همچنین جزئی از کارست جنوب چین است که به عنوان میراث جهانی یونسکو ثبت شده است.

## نواحی دیدنی

### سه پل طبیعی

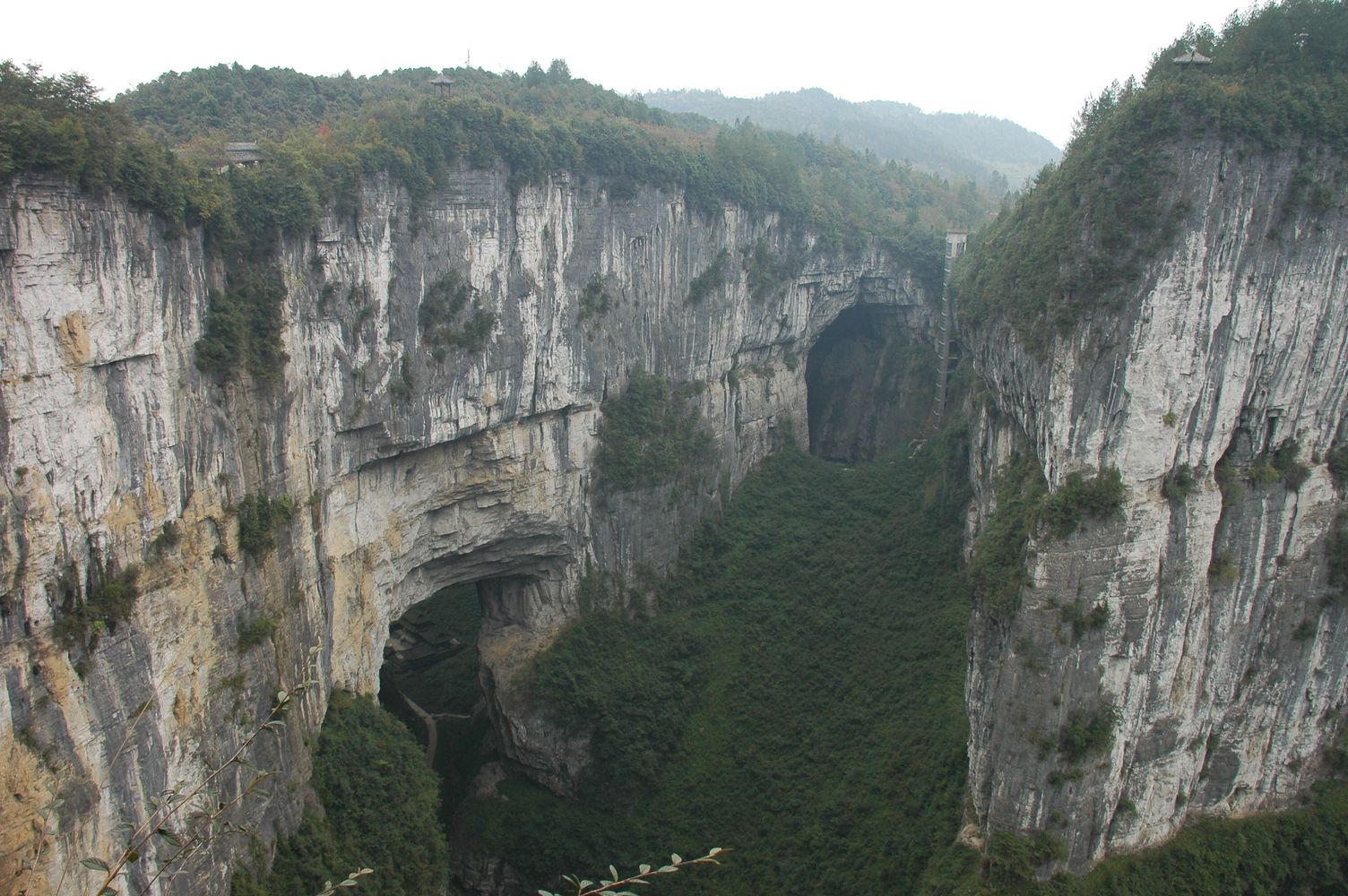
سه پل طبیعی

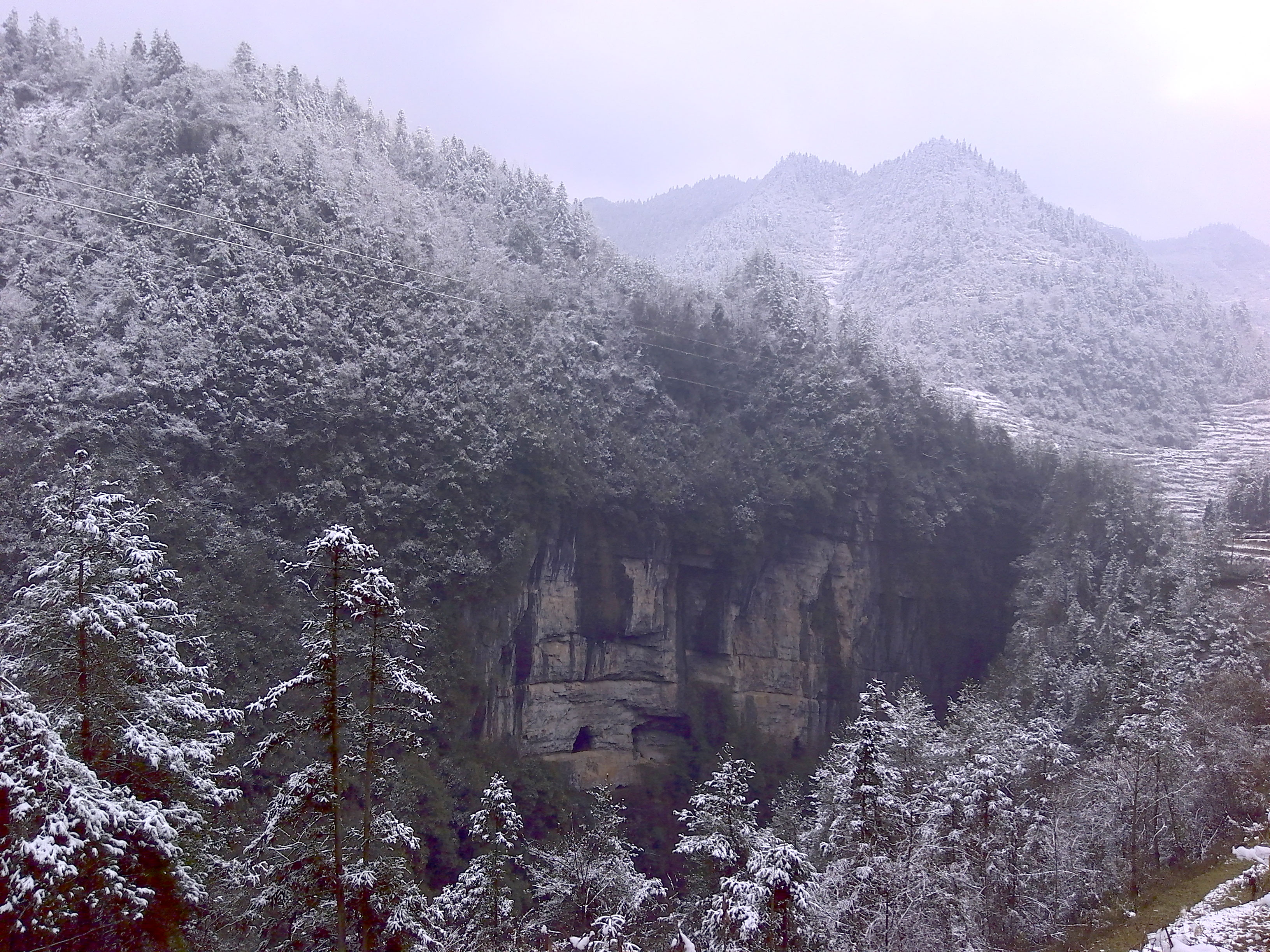
فروچاله نیوبیزی‌دونگ در برف.

سه پل طبیعی، یک سری از پل‌های طبیعی سنگ آهک است که در شهر شیان‌موشان، شهرستان وولونگ واقع شده است. این پل‌ها هستهٔ منطقهٔ حفاظت‌شده‌ای به مساحت ۲۲ کیلومتر مربع (۸٫۵ مایل مربع) هستند که ویژگی‌های زیر را شامل می‌شود:
- پل‌های سنگ آهکی تیانلونگ (天龙桥)، چینگ‌لونگ (青龙桥) و هایلونگ (黑龙桥);
- فروچاله چینگ‌لونگ (青龙天坑);
- فروچاله شنیینگ (神鹰天坑);
- دره کارست رودخانه یانگ‌شی (羊水河喀斯特峡谷);
- دره لانگ‌شی (龙水峡地缝);
- فروچاله مرکزی شی‌یوآن (中石院天坑);
- فروچاله پایین‌دستی شی‌یوآن (下石院天坑);
- غار هفتاد و دو شاخه (七十二岔洞);
- غار لانگ‌چوآن (龙泉洞);
- غار جاودان (仙人洞);
- جوی مخفی میمون (猴子坨伏流);
- جوی مخفی بای‌گوا (白果伏流).

### ناحیه دیدنی فروچاله کینگ‌کئو
ناحیه دیدنی فروچاله کینگ‌کئو در اطراف بخش هوپینگ، منطقه وولونگ واقع شده است. این ناحیه شامل ۵ فروچاله به شرح زیر است:
- فروچاله کینگ‌کئو (箐口天坑);
- فروچاله نیوبیزی‌دونگ (牛鼻子洞天坑);
- فروچاله دالوودانگ (打锣凼天坑);
- فروچاله تیان‌پینگ‌میائو (天平庙天坑);
- فروچاله شی‌وانگ‌دونگ (石王洞天坑)

و غارهای اطراف آن. این تنها خوشهٔ فروچاله شناخته‌شده در جهان است که فرض شده توسط فرسایش آب سطحی شکل گرفته باشد.
ناحیه دیدنی فروچاله کینگ‌کئو (که گاهی به عنوان سیستم کارست فروچاله فرسایش مکانیکی هوپینگ شناخته می‌شود) شامل یک منطقه هسته‌ای به مساحت ۷٬۱۳۴ هکتار و منطقه حائل به مساحت ۴۶٬۷۸۱ هکتار است که در مجموع ۵۳٬۹۱۵ هکتار منطقه حفاظت‌شده را تشکیل می‌دهد.

### ناحیه دیدنی غار فورونگ-رودخانه فورونگ

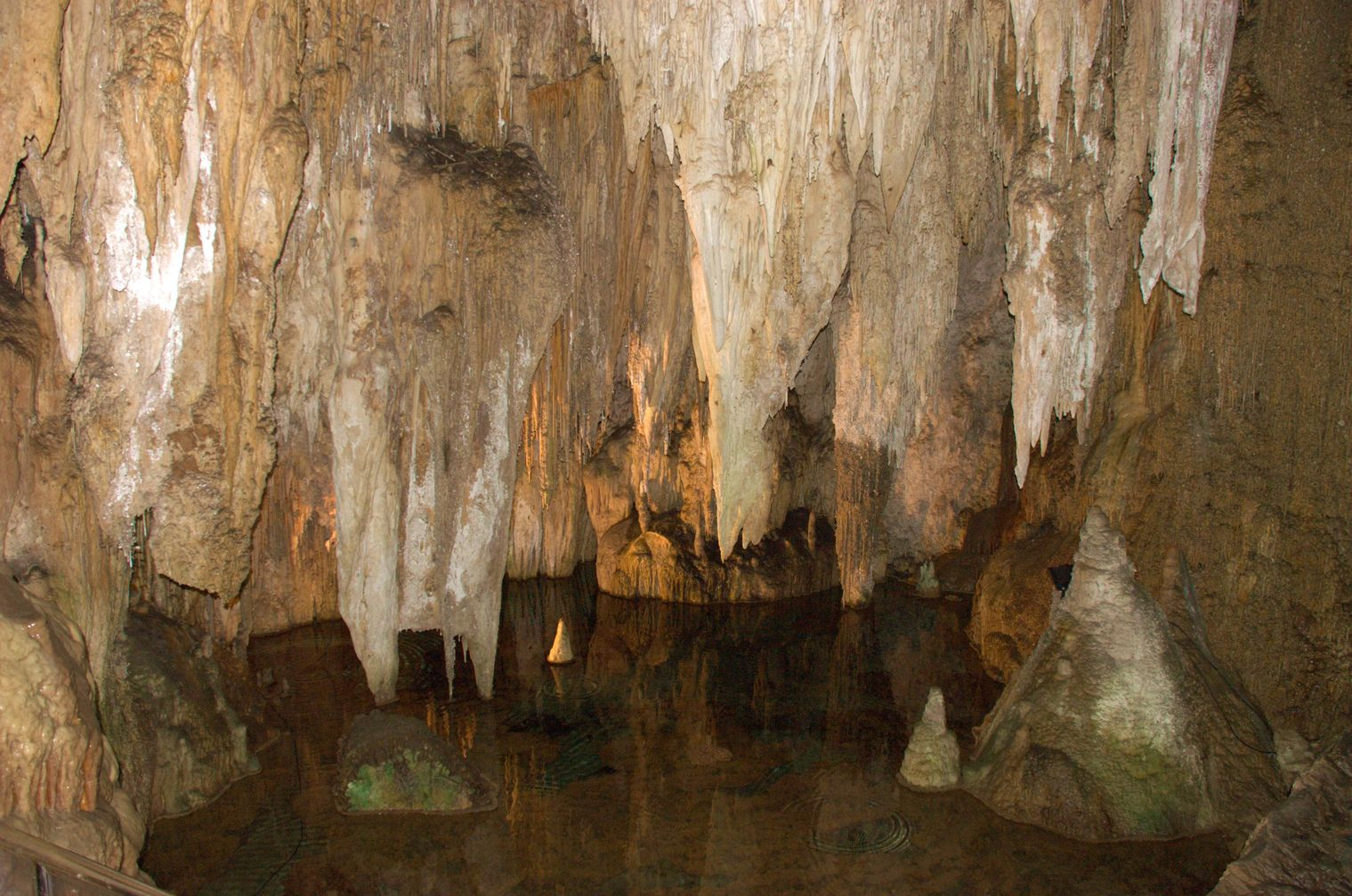
چکنده‌سنگ در غار فورونگ

غار فورونگ در شهر جیانگ‌کئو، منطقه وولونگ واقع شده است، که حدود ۲۰ کیلومتر (۱۲ مایل) از مرکز ناحیه فاصله دارد و نزدیک به محل تلاقی رودخانه‌های فورونگ و وو قرار دارد. این غار به طول ۲٬۸۴۶ متر (۹٬۳۳۷ فوت) است و دارای ده‌ها شافت عمودی است که از طریق سنگ آهک عبور می‌کنند. چکنده‌سنگ و دیگر ویژگی‌های رسوبی در سراسر غار به وفور یافت می‌شوند و این غار به صورت روزانه برای بازدید عموم باز است.
منطقه غار فورونگ-رودخانه فورونگ شامل یک منطقه هسته‌ای به مساحت ۳٬۹۴۱ هکتار و منطقه حائل به مساحت ۲۴٬۰۲۴ هکتار است که در مجموع ۲۷٬۹۶۵ هکتار منطقه حفاظت‌شده را تشکیل می‌دهد.

## گیاه‌شناسی
منطقه کارست وولونگ انواع مختلفی از جنگل‌ها و جوامع گیاهی را داراست.
- جنگل سوزنی‌برگ زیرمدیترانه‌ای: Pinus massoniana، سرو مجنون چینی؛ مخلوط Pinus massoniana و سرو مجنون چینی
- جنگل برگ‌وسینه همیشه‌سبز: گونه‌های Pinus massoniana؛ خانواده‌های سرویان، دارتالابیان، برگ‌بوئیان، چاییان، زیتون‌وشان؛ و جنس‌های Castanopsis و Quercus
- جنگل برگ‌وسینه ریزش‌کننده: بلوط فابر, بلوط برگ‌اره‌ای, و Kalopanax ricinifolium
- درختچه‌ها: درختچه‌های Pyracantha fortuneana, پنج انگشت (گونه), و Distylium racemosum
- درختان و درختچه‌های ریزش‌کننده: Quercus, شیرین‌ژد چینی, Pyracantha fortuneana, پنج انگشت (گونه), و نارونیان
- جنگل‌های بامبو: Phyllostachys heteroclada و Sinoca lamusaffinis

گیاهان حفاظت‌شده شامل کهن‌دار, Eucommia ulmoides, Taxus chinensis, Handeliodendron bodinieri, Liriodendron chinense, گردوی ایرانی, Phellodendron chinense, Fagopyrum dibotrys, درخت کافور, Camptotheca acuminata, کیوی چینی, و Gynostemma pentaphyllum.